# SMS-livräddare

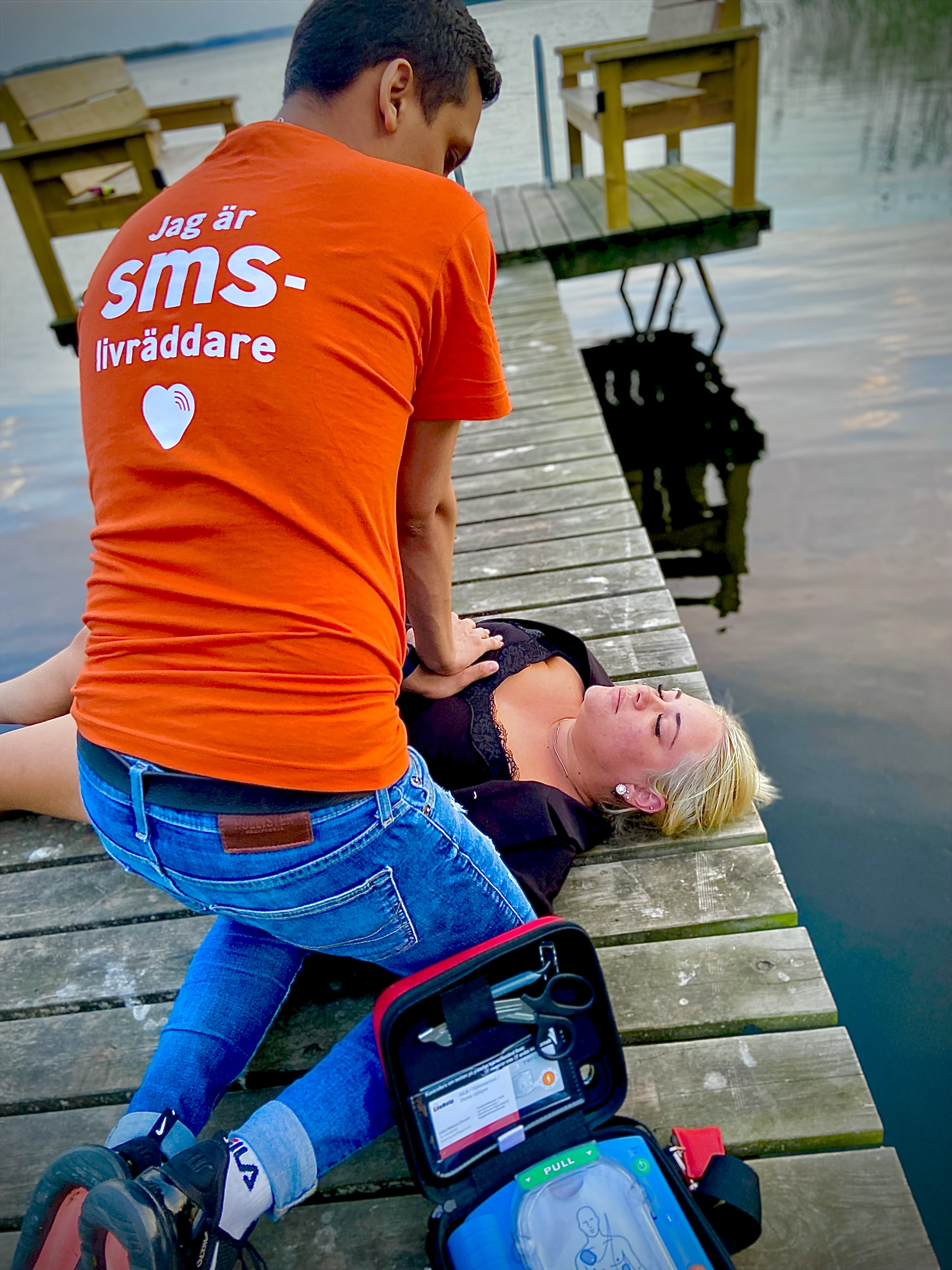

Sms-livräddare är ett svenskt system i form av en app där frivilliga som behärskar HLR (hjärt- och lungräddning) larmas ut via sos-alarm vid misstänkta hjärtstopp i väntan på ambulans. Systemet ansluts till larmcentralen. När 112 får samtal om en person som drabbats av misstänkt hjärtstopp, går ett larm samtidigt ut till ambulans och frivilliga livräddare som befinner sig i närheten. Livräddaren bekräftar larmet i appen och får en karta till den drabbade personen och till närmaste hjärtstartare. De frivilliga tar sig till platsen och påbörjar livräddande insatser tills ambulans eller räddningstjänst anländer.. Idag är totalt 14 av 21 svenska regioner anslutna till systemet och flera regioner för diskussioner om ett införande. 
I Danmark är systemet rikstäckande sedan 1 maj 2020 där systemet går under namnet TrygFonden Hjerteløber. Därmed var också Danmark det första landet i Europa att införa systemet nationellt..

## Forskning
En studie i Sverige, Nederländerna och Schweiz pekar på att 30-dagarsöverlevnaden ökar med 28 % när frivilliga livräddare larmas ut till någon som drabbats av hjärtstopp utanför sjukhus . Andra svenska studier från Karolinska institutet kan påvisa att sms-livräddare har en viktig roll vid hjärtstopp då SMS-livräddare använde en hjärtstartare i en tredjedel av fallen och att man kunde påbörja HLR i närmare 50% av fallen förre att ambulans och räddningstjänst hade anlänt